# Mahmood Munim
Mahmood Munim (em árabe: محمود منعم; Bagdá, 1941) é um ex-ciclista olímpico iraquiano. Munim representou sua nação nos Jogos Olímpicos de Verão de 1960, em Roma.